# Toni Mäkiaho
Toni Mäkiaho, född 11 januari 1975 i Tammerfors, är en finländsk före detta professionell ishockeyspelare (högerforward).
Han har spelat för en rad olika klubbar, som bl.a. Esbo Blues, HC Fribourg-Gottéron, HPK, HIFK, HK Lada Toljatti, KalPa, Oulun Kärpät, Pelicans, Tappara och TPS. I Sverige har han spelat för Malmö Redhawks och Timrå IK.